# Kabinett Shehu III

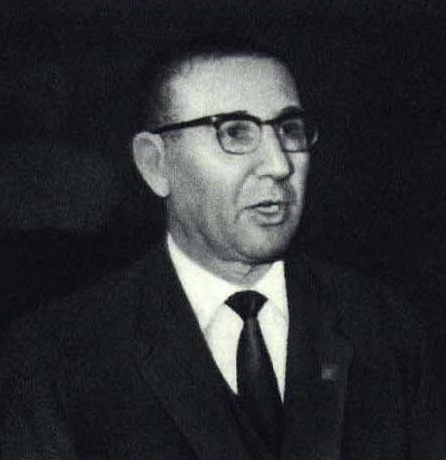
Mehmet Shehu war von 1954 bis 1981 Vorsitzender des Ministerrates der Sozialistischen Volksrepublik Albanien

Das Kabinett Shehu III war eine Regierung der Sozialistischen Volksrepublik Albanien, die am 16. Juli 1962 von Ministerpräsident Mehmet Shehu von der Partei der Arbeit Albaniens PPSh (Partia e Punës e Shqipërisë) gebildet wurde. Es löste das Kabinett Shehu II ab und blieb bis zum 14. Juli 1966 im Amt, woraufhin es vom Kabinett Shehu IV abgelöst wurde.
Die Regierungsumbildung folgte auf die Parlamentswahlen vom 3. Juni 1962. Es kam zu einer deutlichen Vergrößerung des Ministerrats, der unter anderem bis zu drei Erste Stellvertretende Vorsitzende und – Beqir Ballukus Doppelrolle ausgenommen – bis zu drei Stellvertretende Vorsitzenden umfasste. Gogo Nushi schied als einziger aus der Vorgängerregierung aus, behielt aber bedeutende Ämter, unter anderem im Gewerkschaftsverband Bashkimi Sindikal i Shqipërisë. Somit hatte der Bruch mit der Sowjetunion im Jahr 1961 und die Annäherung an China keinen Einfluss auf die Regierung Albaniens.
Das Kabinett wurde wiederholt umgestaltet:
- Per 1. Januar 1965 wurde das Ministerium für Industrie, Bergbau und Geologie aufgeteilt in ein Industrieministerium unter Koço Theodhosi (bereits als Stellvertretender Vorsitzender des Ministerrates Mitglied der Regierung) und ein Landwirtschaftsministerium unter Pirro Dodbiba.
- Zeitgleich wurde Abdyl Këllezi zum dritten Ersten Stellvertretender Vorsitzenden des Ministerrates ernannt; Adil Çarçani, der ehemalige Minister für Industrie, bergbau und Geologie, wurde dritter Stellvertretender Vorsitzender des Ministerrates als Nachfolger von Manush Myftiu, der 1963 im Ausland wegen einer Krankheit behandelt worden war. Sein Nachfolger als Minister für Bildung und Kultur wurde Fadil Paçrami.
- Am 1. Januar 1966 wurde Kiço Ngjela zum neuen Außenhandelsminister ernannt.
- Zeitgleich musste Abdyl Këllezi sein Amt als Erster Stellvertretender Vorsitzender des Ministerrates wieder abgeben; er wurde 1968 Vorsitzender der Staatlichen Planungskommission und Mitglied der Nachfolgeregierung.
- Eine größere Umbildung erfolgte am 18. März 1966:
  - Die verbliebenen beiden Ersten Stellvertretenden Vorsitzenden des Ministerrats verloren dieses Amt: Beqir Balluku wurde dafür neu Stellvertretender Vorsitzender des Ministerrates, Spiro Koleka anstelle von Koço Theodhosi Vorsitzender der Staatlichen Plankommission.
  - Haki Toska wurde als Stellvertretender Vorsitzender des Ministerrats neues Mitglied der Regierung. Das Amt eines Stellvertretenden Vorsitzenden des Ministerrates verlor zudem Koço Theodhosi, der aber als Anfang Jahr ernannter Industrieminister der Regierung erhalten blieb. Stellvertreter des Ministerpräsidenten waren somit in den letzten vier Monaten des Kabinetts Shehu III Balluku, Toska und Çarçani.
  - Im Außenministerium ging der Vorsitz von Behar Shtylla auf Nesti Nase über.
  - Im Ministerium für Bildung und Kultur ersetzte Thoma Deljana den erst im Vorjahr ernannten Fadil Paçrami.

Nach dem Bruch mit Moskau im Jahr 1961 musste die neue Regierung Shehu mit einer neuen Realität klarkommen: Die massive Unterstützung durch die Sowjetunion und andere kommunistische Staaten blieb seither aus, Albanien war außenpolitisch stark isoliert.
| Amt                                                     | Amtsinhaber                               | Beginn der Amtszeit                        | Ende der Amtszeit                          |
| ------------------------------------------------------- | ----------------------------------------- | ------------------------------------------ | ------------------------------------------ |
| Vorsitzender des Ministerrates                          | Mehmet Shehu                              | 14. Juli 1962                              | 14. Juli 1966                              |
| Erster Stellvertretender Vorsitzender des Ministerrates | Beqir Balluku                             | 16. Juli 1962                              | 18. März 1966                              |
| Erster Stellvertretender Vorsitzender des Ministerrates | Spiro Koleka                              | 16. Juli 1962                              | 18. März 1966                              |
| Erster Stellvertretender Vorsitzender des Ministerrates | Abdyl Këllezi                             | 1. Januar 1965                             | 1. Januar 1966                             |
| Stellvertretender Vorsitzender des Ministerrates        | Beqir Balluku                             | 18. März 1966                              | 14. Juli 1966                              |
| Stellvertretender Vorsitzender des Ministerrates        | Haki Toska                                | 18. März 1966                              | 14. Juli 1966                              |
| Stellvertretender Vorsitzender des Ministerrates        | Manush Myftiu                             | 16. Juli 1962                              | 1. Januar 1965                             |
| Stellvertretender Vorsitzender des Ministerrates        | Adil Çarçani                              | 1. Januar 1965                             | 14. Juli 1966                              |
| Stellvertretender Vorsitzender des Ministerrates        | Koço Theodhosi                            | 16. Juli 1962                              | 18. März 1966                              |
| Innenminister                                           | Kadri Hazbiu                              | 16. Juli 1962                              | 14. Juli 1966                              |
| Vorsitzender der Staatlichen Planungskommission         | Koço Theodhosi Spiro Koleka               | 16. Juli 1962 18. März 1966                | 18. März 1966 14. Juli 1966                |
| Verteidigungsminister                                   | Beqir Balluku                             | 16. Juli 1962                              | 14. Juli 1966                              |
| Außenminister                                           | Behar Shtylla Nesti Nase                  | 16. Juli 1962 18. März 1966                | 18. März 1966 14. Juli 1966                |
| Minister für Industrie, Bergbau und Geologie            | Adil Çarçani                              | 16. Juli 1962                              | 1. Januar 1965                             |
| Industrieminister                                       | Koço Theodhosi                            | 1. Januar 1965                             | 14. Juli 1966                              |
| Kommunikationsminister                                  | Milo Qirko                                | 16. Juli 1962                              | 14. Juli 1966                              |
| Minister für Bildung und Kultur                         | Manush Myftiu Fadil Paçrami Thoma Deljana | 16. Juli 1962 1. Januar 1965 18. März 1966 | 1. Januar 1965 18. März 1966 14. Juli 1966 |
| Finanzminister                                          | Aleks Verli                               | 16. Juli 1962                              | 14. Juli 1966                              |
| Justizminister                                          | Bilbil Klosi                              | 16. Juli 1962                              | 14. Juli 1966                              |
| Außenhandelsminister                                    | Kiço Ngjela                               | 1. Januar 1966                             | 14. Juli 1966                              |
| Landwirtschaftsminister                                 | Pirro Dodbiba                             | 1. Januar 1965                             | 14. Juli 1966                              |